# Urbach (Baden-Württemberg)
Urbach település Németországban, azon belül Baden-Württembergben. Lakosainak száma 9274 fő (2023. december 31.).

## Népesség
A település népessége az elmúlt években az alábbi módon változott:
| Lakosok száma | 6070 | 6564 | 7124 | 6963 | 7098 | 7932 | 8130 | 8565 | 8726 | 9274 |
|               | 1961 | 1967 | 1974 | 1980 | 1987 | 1993 | 2000 | 2006 | 2013 | 2023 |

## Híres személyek
- Theodor Bäuerle (1882–1956) politikus
- Hermann Nuding (1902–1966) politikus
- Eleonore Dehnerdt (1956) írónő